# Novaculichthys taeniourus
Novaculichthys taeniourus е вид лъчеперка от семейство Labridae, единствен представител на род Novaculichthys.

## Разпространение
Видът е разпространен в Австралия, Американска Самоа, Британска индоокеанска територия, Вануату, Виетнам, Гватемала, Гуам, Джибути, Египет, Еквадор, Еритрея, Йемен, Израел, Индия, Индонезия, Йордания, Камбоджа, Кения, Кирибати, Кокосови острови, Колумбия, Коморски острови, Коста Рика, Мавриций, Мадагаскар, Майот, Малайзия, Малдиви, Малки далечни острови на САЩ, Маршалови острови, Мексико, Мианмар, Микронезия, Мозамбик, Науру, Никарагуа, Ниуе, Нова Каледония, Оман, Остров Норфолк, Остров Рождество, Острови Кук, Палау, Панама, Папуа Нова Гвинея, Питкерн, Провинции в КНР, Реюнион, Салвадор, Самоа, Саудитска Арабия, САЩ, Северни Мариански острови, Сейшели, Сингапур, Соломонови острови, Сомалия, Судан, Тайван, Тайланд, Танзания, Токелау, Тонга, Тувалу, Уолис и Футуна, Фиджи, Филипини, Френска Полинезия, Хондурас, Шри Ланка, Южна Африка и Япония.